# Паскуа Крік (Ориндж-Волк)
Паскуа Крік (англ. Pascua Creek) — річка на межі округів Ориндж-Волк (Беліз) та Кайо. Довжина до 25 км. Свої води несе поміж пагорбів Ялбак та заболочених лісів-джунглів середини Белізу.
Протікає південною територією округу Ориндж-Волк з заходу на схід. Витік річки в густих лісах округу Ориндж-Волк, на невеличкому підвищенні, яке є південною межею Пагорбів Ялбак (Yalbac Hills), та низовини, яка  є складовою частиною Юкатанської низовини, зокрема, заболочених рівнин Юкатанської платформи.
У верхів'ях річище неглибоке з берегами-кручами, протікає в заболочених нетрях і далі вже в'ється поміж десятка менших тропічних озер-боліт. Річка наповнюється кількома місцевими потоками та водами боліт й озер. На її нестійких берегах белізці не селилися, оскільки пойма річки доволі заболочена. Уже з середини своєї течії, річка формує ширший видолинок (інколи шириною в 100 м), заповнений болотами та старицями. А поготів, вона так оминає Пагорби Ялбак і простує в нетрях джунглів та боліт низовини, уже несучи свої води до — Лейборінґ Крік (Labouring Creek). 
Флора і фауна річки притаманна саме тропічній флорі та фауні. Річка є зарибленою, а на її берегах водяться сотні видів птахів, комах. У серединній течії річки, на підвищенні, белізці провели меліоративні роботи і почали вести господарську діяльність поруч річки (сільське господарство та нафтовидобувний промисел).